# ル・モン＝デュー
ル・モン＝デュー （Le Mont-Dieu）は、フランス、グラン・テスト地域圏、アルデンヌ県のコミューン。

## 地理
アルデンヌ県で最も人口が少ないコミューンである。

## 歴史
1790年から1829年まで、コミューンのベロン＝モン＝デューの一部だった。
1940年5月、第1驃騎兵落下傘連隊の400人の兵士たちが3日間、この地においてドイツの5大隊の進軍を食い止めた。

## 人口統計
| 1962年 | 1968年 | 1975年 | 1982年 | 1990年 | 1999年 | 2006年 | 2014年 |
| ------ | ------ | ------ | ------ | ------ | ------ | ------ | ------ |
| 56     | 42     | 34     | 27     | 29     | 24     | 27     | 16     |

参照元:1962年から1999年までは複数コミューンに住所登録をする者の重複分を除いたもの。それ以降は当該コミューンの人口統計によるもの。1999年までEHESS/Cassini、2006年以降INSEE。

## 史跡
- バール邸 - かつてカルトゥジオ会の所有。歴史的記念物
- ノートルダム・デュ・モン・デュー修道院 - 12世紀。カルトゥジオ会。歴史的記念物

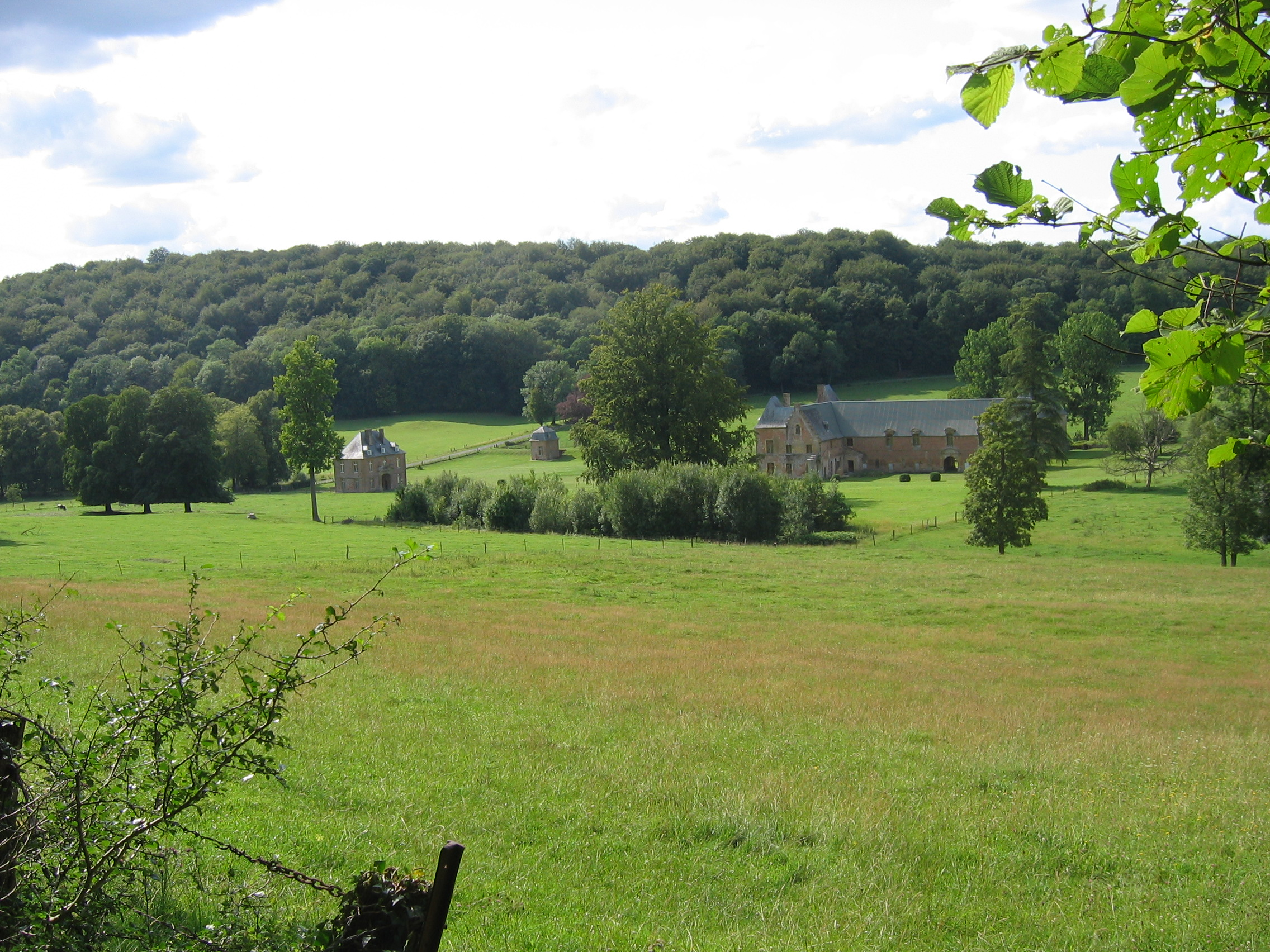
修道院全貌
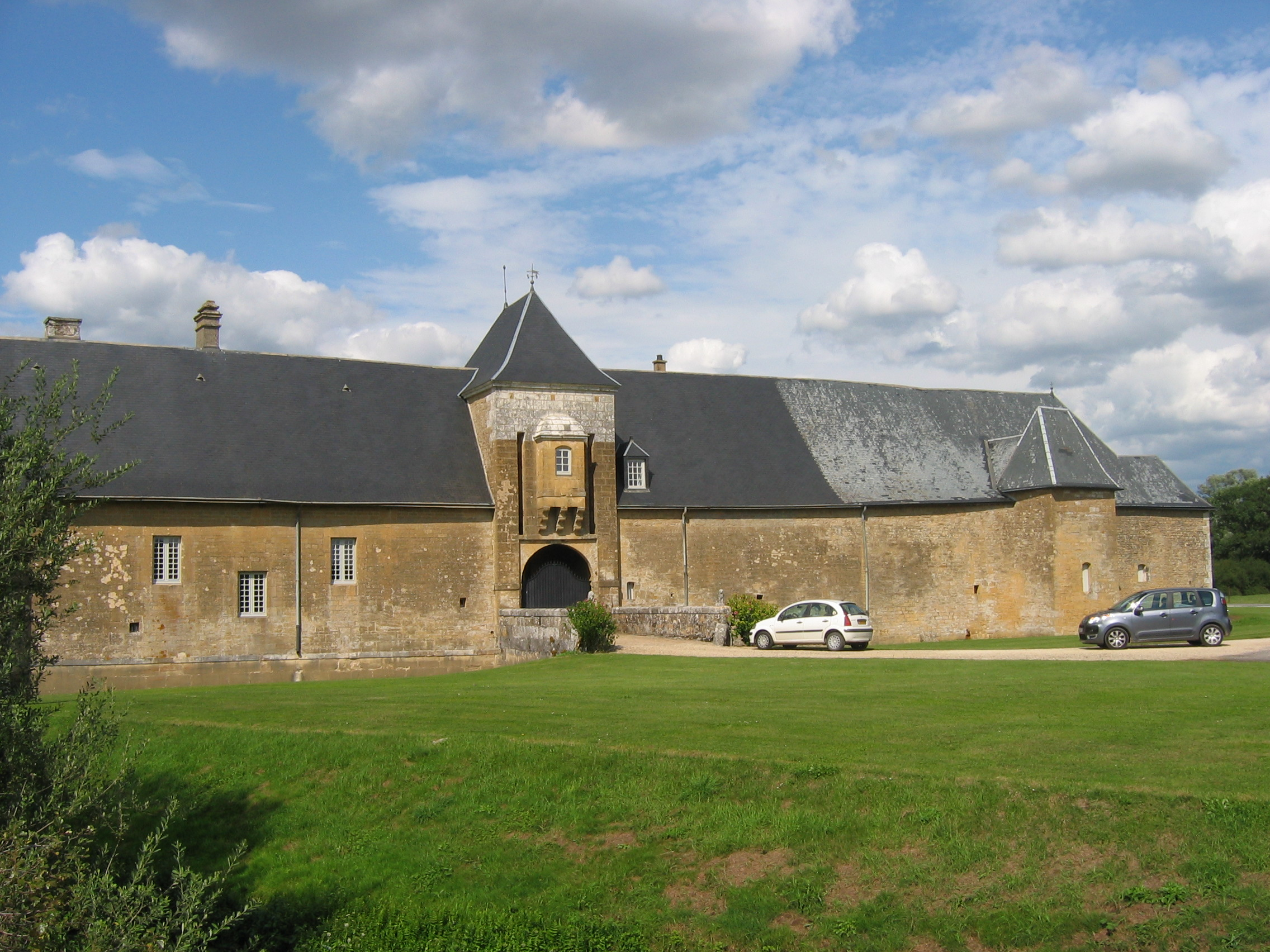
バール邸
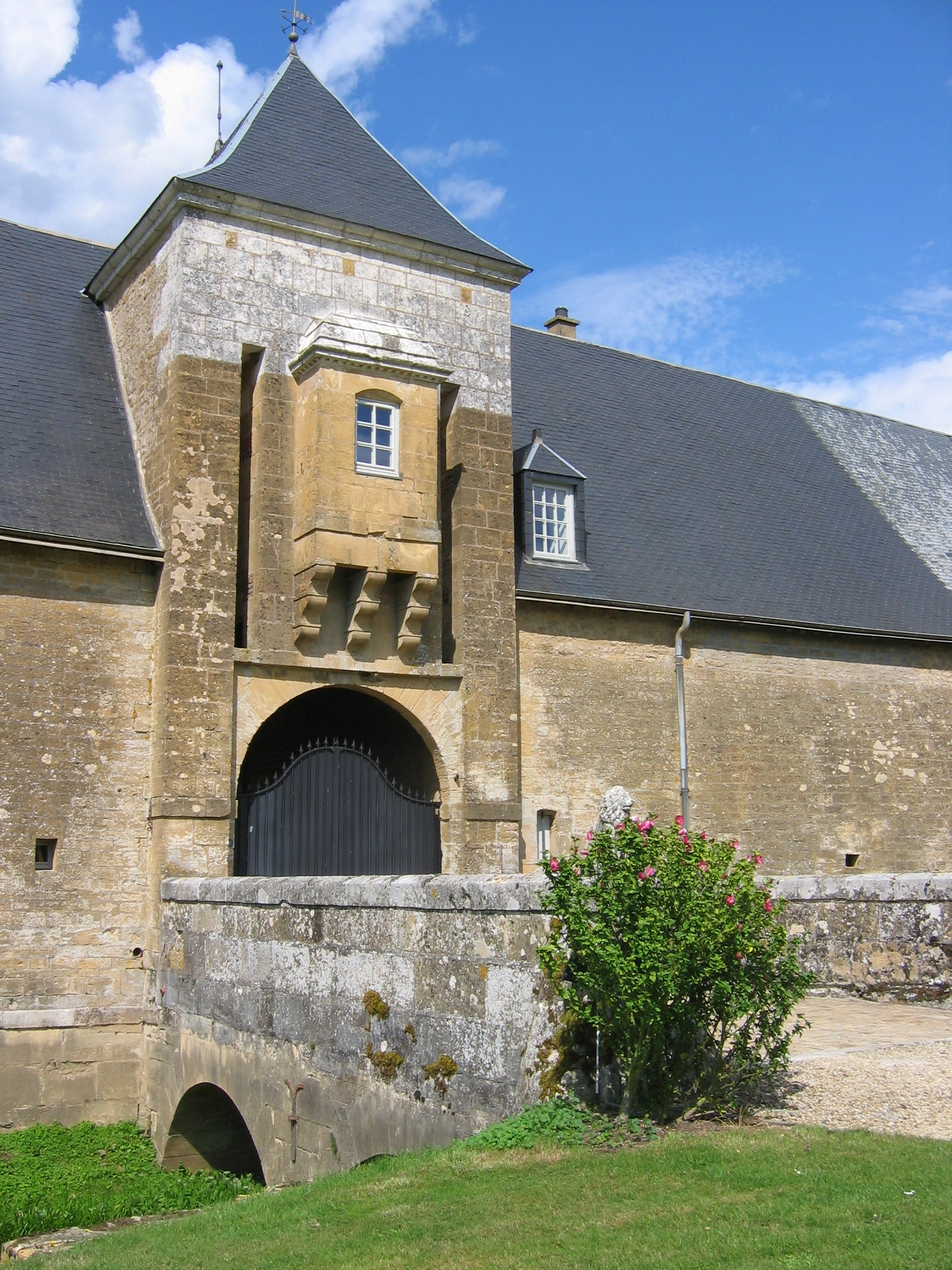
バール邸